# 安的列斯塔氏鱼
安的列斯塔氏鱼（学名：Talismania antillarum）为黑头鱼科塔氏鱼属的鱼类。分布于太平洋、印度洋和大西洋以及东海等海域，深度455-1460公尺，體長可達16公分。该物种的模式产地在大西洋。